# Zygmunt Myszkowski (zm. 1577)
Zygmunt Myszkowski herbu Jastrzębiec (zm. w 1577 roku) – starosta oświęcimsko-zatorski w latach 1563–1577, burgrabia krakowski w latach 1563-1565.
Był synem Jana z Przeciszowa, bratem biskupa krakowskiego Piotra Myszkowskiego. W 1526 zapisał się do Akademii Krakowskiej, 26 kwietnia 1546 w Wilnie przyjęto go w poczet dworzan króla Zygmunta Augusta. Był posłem z księstwa oświęcimsko-zatorskiego na sejm w 1562/1563 na tymże sejmie otrzymał 20 kwietnia 1563 urząd burgrabiego krakowskiego. Był wyznawcą kalwinizmu w kwietniu 1570 brał udział w synodzie trzech wyznań protestanckich w Sandomierzu. Podpisał zgodę sandomierską w 1570 roku. 